# Zunda
Ne doit pas être confondu avec Zünd ou Zundapp.
Le zunda (ずんだ) est une pâte de soja vert (edamame), traditionnellement consommée dans la région de Tōhoku, au Japon.